# Gustav Mäurer
Gustav Mäurer (* 23. Mai 1880 in Wiesbaden; † 19. Oktober 1968 in Wien) war ein deutscher Violinist und Komponist.

## Leben
Gustav Mäurer studierte Violine bei Felix Berber, Alexander Sebald, August Wilhelmj und Karl Prill. Nach einigen Jahren auf Tournee als Violinsolist ließ er sich 1910 in Wien nieder und gründete mehrere Musikschulen. 1920 wurde Gustav Mäurer zum Präsidenten des Weltmusik- und Sangesbundes gewählt.
Der Nachlass Gustav Mäurers wird in der Wienbibliothek aufbewahrt.
Der Vater von Gustav Mäurer war Ferdinand Mäurer, Kurinspektor von Wiesbaden und Dichter.

## Kompositionen (Auswahl)
- Großes romantisches Konzert für Violine und Orchester
- Jahrmarkt-Sinfonie
- Ball-Intermezzo, für Violine und Orchester
- Der Zaubertraum für Orchester
- Siegfried – Tongemälde für Violine allein